# Stammliste von Steckelberg
Stammliste von Steckelberg mit den in der Wikipedia vertretenen Personen und wichtigen Zwischengliedern.
Die mangelhafte, oft fehlerhafte, Quellenlage betrifft den gesamten Zeitraum aller Familienzweige. Gesicherte Daten sind urkundlich genannt, Geburts- und Sterbedaten o. g. Zeiträume jedoch oft ungesichert und nach höchstmöglicher Wahrscheinlichkeit der oft abweichenden Datenquellen unter Vorbehalt zu betrachten. Es bleiben genealogische Details, sogar die Zuordnung von Mitgliedern des Hauses, ungeklärt.

## Die Herren von Steckelberg (1131–1391)
Basierend auf den Europäischen Stammtafeln:
A1. Hermann I., urkundlich 1131 bis 1143; ⚭ () N.N.
B1. Heinrich, urkundlich 1157 bis 1170
C1. Hermann II., urkundlich 1178; ⚭ () N.N. Nachkommen siehe hier
C2. Gerhard, urkundlich 1189
B2. Embricho, Domherr zu Mainz (1179)
A2. Gebehard, urkundlich 1144
Die gesicherte Stammfolge beginnt mit  Hermann II., urkundlich 1178; ⚭ () N.N. Sie hatten folgende Nachkommen:
A1. Hermann III., urkundlich 1209 bis 1240, († vor 1245); ⚭ () N.N. von Münzenberg, urkundlich 1209 bis 1210, Tochter von Kuno von Münzenberg (–) und N.N. (–)
B1. Gottfried I., Vogt von Steckelberg (um 1245), nobilis (1278), († nach 1279); ⚭ () Alheid N.N., urkundlich 1278
C1. Konrad, Herr von Brandenstein (1299–1300), urkundlich 1278, († vor 1303)
C2. Ruprecht I., († vor 1293)
D1. Gottfried, Propst zu St. Peter bei Fulda (1293–1339)
D2. Ulrich II., Reichsritter, urkundlich 1304 bis 1306; ⚭ () N.N. von Bastheim
E1. Felize, urkundlich 1358 bis 1361; ⚭ () Konz Grais, urkundlich 1358 bis 1363
D3. Konrad, Kanoniker zu Fritzlar (1289–1291), Domherr zu Mainz (1348–1349), Pastor zu Orb, († 17. März 1354; ▭ in Orb)
D4. Heinrich, Kanoniker zu Aschaffenburg (1323)
B2. Ruprecht, Vogt von Steckelberg (um 1245), nobilis (1265), Ritter des Johanniterordens (1265–(1275)), († (1275))
B3. Gerhard, Vogt von Steckelberg (um 1245), nobilis (–um 1270)
C1. Hermann IV., urkundlich 1272 bis 1279
C2. Kuno, urkundlich 1274
C3. Ulrich I., urkundlich 1274 bis 1295; ⚭ () N.N., urkundlich 1295
D1. Hermann V., Reichsritter, officiatus (Amtmann) zu Otzberg (1303), urkundlich 1295 bis 1326, († vor 1333); ⚭ () Petrissa Küchenmeister, urkundlich 1326 bis 1347, Tochter von Apel Küchenmeister (–)
E1. Ruprecht II., Burgmann zu Sinn, urkundlich 1334 bis 1358; ⚭ () N.N. von Brende
F1. Ulrich III., urkundlich 1351 bis 1391; ⚭ (vor 2. Oktober 1362) Elsbeth N.N., († nach 1379)
F2. Konrad, Reichsritter, († 15. Juli 1383; ▭ im Kloster Schlüchtern)
E2. Hermann VI., urkundlich 1343, († vor 1358); ⚭ () Else N.N., urkundlich 1343
E3. Guda (Jutta), urkundlich 1358; ⚭ () Lutz III. von Thüngen, Reichsritter, urkundlich 1339 bis 1369, Sohn von Dietz I. (Friedrich) von Thüngen (–(1329)) und Margaretha von Hohenberg (–(1338))
E4. Lukarde (Luitgard), urkundlich 1358 bis 1364, († vor 1365); ⚭ I: () Götz Markart von Ostheim, urkundlich 1347; ⚭ II: (1355) Frowin IV. von Hutten, Reichsritter, Hanauischer Amtmann auf Schwarzenfels, urkundlich 1322, (* um 1308; † 7. März 1377; ▭ im Kloster Schlüchtern), (⚭ I: (1337) Tamburg von Schlüchtern genannt Katzenbiß, († 3. September 1354; ▭ im Kloster Schlüchtern)), Sohn von Hermann III. von Hutten, urkundlich 1285 bis 1303, (–) und Gertrud (Gela) von N.N. (–)
E5. Elsbeth, urkundlich 1358; ⚭ () Heinrich Marschall von Wallbach, Reichsritter, urkundlich 1358
E6. Becze (Patrissa), urkundlich 1358 bis 1362, († vor 1363); ⚭ () Berthold von Bibra, urkundlich 1354 bis 1385
D2. unsicher Gerhard, Ritter des Deutschen Ordens (1294), urkundlich 1279
B4. Aleidis, urkundlich 1241 bis 1280; ⚭ () Philipp I. von Schöneck, urkundlich 1225 bis 1247
B5. Irmengard, urkundlich 1258; ⚭ () Friedrich von Erenberg-Mosel, urkundlich 1228 bis 1256
A2. Embricho, urkundlich 1217 bis 1235
B1. Sohn, urkundlich 1235